# Municipio de Tonayán
El municipio de Tonayán es un municipio mexicano del Estado de Veracruz. Es uno de los 212 municipios de la entidad. Está ubicado en las coordenadas 19°41” latitud norte y 96°55” longitud oeste, y cuenta con una altura de 1.820 m s. n. m. Su cabecera es la localidad de Tonayán.
El municipio lo conforman veintidós localidades en las cuales habitan 5,293 personas. Es un municipio categorizado como semiurbano.
El nombre proviene del lenguaje náhuatl, Tonali-tona-yan; que significa “Lugar Donde Amanece".
Tonayán tiene un clima templado y un poco húmedo con abundantes lluvias en verano y algunas más en otoño e invierno.
El municipio de Tonayán celebra sus tradicionales fiestas en honor de san Pedro Apóstol en el mes de junio.

## Límites
- Norte: Tenochtitlán.
- Sur: Naolinco.
- Este: Miahuatlán y Naolinco.
- Oeste: Coacoatzintla y Tlacolulan.

## Localidades
{{lista de columnas|3|
- Astillero
- Barrio de Santa Cruz
- Barrio de Santiago
- Colonia los Comales
- Cruz Verde
- cruz blanca
- Cuatro Encinos
- Dos Pocitos
- El Maguey
- El Órgano
- La Ermita
- Monte Real
- Piedras Grandes
- Piedras Pintas
- Puentezuelos
- San Antonio
- San Pablo Guayán
- Tejocotal
- Zacatal